# ナートの降霊術
『ナートの降霊術』（ナートのこうれいじゅつ、原題：英: Necromancy in Naat）は、アメリカ合衆国のホラー小説家クラーク・アシュトン・スミスによる短編小説。『ウィアード・テールズ』1936年7月号に掲載された。
ゾティークのシリーズには、ナートの島出身の人物が頻出しており、本作ではナートの島を舞台としている。

## あらすじ
遊牧民族ヤダル王子の許嫁ダリリが奴隷商人に略奪され、売り飛ばされた。ヤダルは必ず見つけ出すと決意して、地位を捨ててゾティーク中を探し回る。4人いた部下は病や困難で命を落とし、ついにヤダルは一人きりとなる。やがて、「ダリリに似た娘が、クシュラクの皇帝に買われて、協定のために南のヨロス王に贈り物として送られた」という噂を聞き、ヤダルは南方行きのガレー船に乗る。しかし船は海流に囚われてしまう。船長は、このままでは恐ろしい「ナートの島」に流されてしまうと恐怖していた。ついに船は座礁して沈没し、ヤダルは海に飛び込んで、泳いでナートの島に上陸する。
疲労していたヤダルは、女に助けられる。彼女はダリリであったが、ヤダルが話しかけても受け答えがはっきりせず、様子がおかしい。そこに3人の男が現れる。降霊術師ウァルカンは、溺死した者たちを妖術で海から呼び出して、召使として仕えさせていると語る。それを証明するように、海からは、沈んだガレー船に乗っていた他の者たちがうつろな足取りで歩いて上陸してくる。生き残ったのはヤダルだけのようだ。ヤダルは3人の館に招かれる。不気味な彼らは、他の降霊術師たちとも孤立して生活していた。ヤダルは、生者である自分は彼らの使い魔の食料として確保されているにすぎないことを理解する。
一月が経過したころ、ウォカル・ウルドゥッラ兄弟がヤダルに取引を持ち掛けてくる。兄弟は、父を殺して財宝と魔術の支配権を奪い取りたいと言い、成功したらダリリと一緒に島から出してやることを約束し、拒めばヤダルは使い魔の餌となりダリリは奴隷のままであると告げる。ヤダルは協力すると回答する。
3人によるウァルカン暗殺が決行され、ウァルカン・ウォカル・ヤダルが死に、ウルドゥッラだけが生き残る。ウルドゥッラは降霊術でヤダルを蘇生させ、肉親2人の遺体は灰となるまで焼き尽くす。しかし、たった一人の生者となったウルドゥッラは、発狂して、ついに自害して果てる。降霊術師たちは全員消えたにもかかわらず、死者たちはなおも日常の業務を続けていった。ヤダルはダリリと同じ死者となり、冷たい心で彼女と愛し合った。

## 主な登場人物
- ヤダル - 半砂漠地帯ジュラの遊牧民の王子。絨毯商人に身をやつし、ダリリを捜索する。
- ダリリ - ヤダルの許嫁。奴隷として売られ、行方不明になる。死んだ後にウァルカンに隷属している。
- アゴル - ガレー船の船長。ナートの島を恐れる。
- ウァルカン - ナートの降霊術師。邪悪な気配に満ちている。死者を操り、40人ほどの召使にしている。
- ウォカル - ウァルカンの息子で降霊術師。
- ウルドゥッラ - ウァルカンの息子で降霊術師。
- 人食いの蛮人 - ウァルカンに捕らえられた生者。島の山奥に住む食人族。エスリトの餌とされた。
- エスリト - 鼬のような魔物。ウァルカンの使い魔。生き血を啜る。
- タサイドン - 大魔王。ウァルカンが信仰する悪魔。5つの異名を持つという。

## 収録
- 『ゾティーク幻妖怪異譚』創元推理文庫、大瀧啓裕訳
- 『魔術師の帝国1 ゾシーク篇』ナイトランド叢書、安田均訳「死霊術師の島」